# Natalia Krupa
Natalia Krupa (* 16. Januar 1997 in Zabrze) ist eine polnische Handballspielerin. Sie gehörte sowohl im Hallen- als auch im Beachhandball den polnischen A-Nationalmannschaften an.
Krupa studiert an der Universität Stettin.

## Hallenhandball
Natalia Krupa spielte bei Pogoń Stettin in der ersten polnischen Liga. Mit dem Verein stand sie zudem im Finale des EHF Challenge Cup der Frauen 2018/19, wo sie dem spanischen Vertreter Rocasa Gran Canaria ACE unterlagen. 2019/20 spielte sie beim Zweitligisten Vasovia Pilka Reczna, seit 2020/21 für den deutschen Drittligisten ESV 1927 Regensburg. 2022 wechselte Krupa in die Schweiz zum abstiegsbedrohten Erstligisten Rotweiss Thun, wo sie an der Seite ihrer Nationalmannschaftskollegin Paula Mazurek spielte und umgehend zur mit Abstand erfolgreichsten Torschützin des Abstiegsbedrohten Erstligisten wurde. 2023 schloss sie sich den Füchsen Berlin an.
Für die polnische Handballnationalmannschaft hat Krupa 2018 ein Spiel bestritten. Für die Europameisterschaft 2018 gehörte sie zum erweiterten polnischen Kader.

## Beachhandball
2015 gehörte Krupa in Lloret de Mar erstmals zum polnischen Aufgebot. Polen startete mit drei Niederlagen in das Turnier. Nach den drei Niederlagen folgten drei Siege und Polen zog als Viertplatzierte in die Hauptrunde, wo es zwei weitere Niederlagen gab. Als sieglose Gruppenletzte mussten die Polinnen gegen den Gruppenersten der anderen Gruppe, Spanien, antreten und unterlagen deutlich. Da anschließend bei den beiden Platzierungsspielen gegen die Ukraine und die Niederlande Siege gelangen, schlossen die Polinnen das Turnier auf dem fünften Rang ab. Krupa bestritt alle elf Spiele und erzielte dabei vier Punkte.
Bei den Europameisterschaften 2017 feierten die polnischen Beachhandballerinnen ihren bis dato größten Erfolg. In einer durchwachsenen Vorrunde mit zwei Siegen und Niederlagen begann wie zwei Jahre vorher ein mittelmäßiger Start in das Turnier. Auch in der Hauptrunde konnten nur zwei der vier Spiele gewonnen werden, dabei aber gegen die internationalen Spitzenmannschaften aus Dänemark und Kroatien. Erneut zogen die Polinnen damit als Viertplatzierte ihrer Hauptrunden-Gruppe in das Viertelfinale und trafen auf die Niederlande, die im Shootout bezwungen werden konnten. Damit erreichte die polnische Mannschaft erstmals das Halbfinale einer EM, das gegen Dänemark ebenfalls gewonnen werden konnte. Erst im Finale gegen Norwegen mussten sie sich geschlagen geben und wurden Vizeeuropameisterinnen. Krupa spielte in allen elf Partien.
Als Gastgeber waren die polnischen Auswahlmannschaften automatisch auch für die World Games 2017 in Breslau qualifiziert. Die Polinnen wurden Dritte in einer Gruppe mit Brasilien, Australien und Taiwan. Im Viertelfinale schied die Mannschaft gegen Spanien aus und spielte in den Platzierungsspielen gegen Tunesien und erneut Australien. Beide Spiele wurden gewonnen und Polen belegte am Ende den fünften Platz. In Allen sechs Spielen zum Einsatz gekommen, trat Krupa zu zwei Punkten.

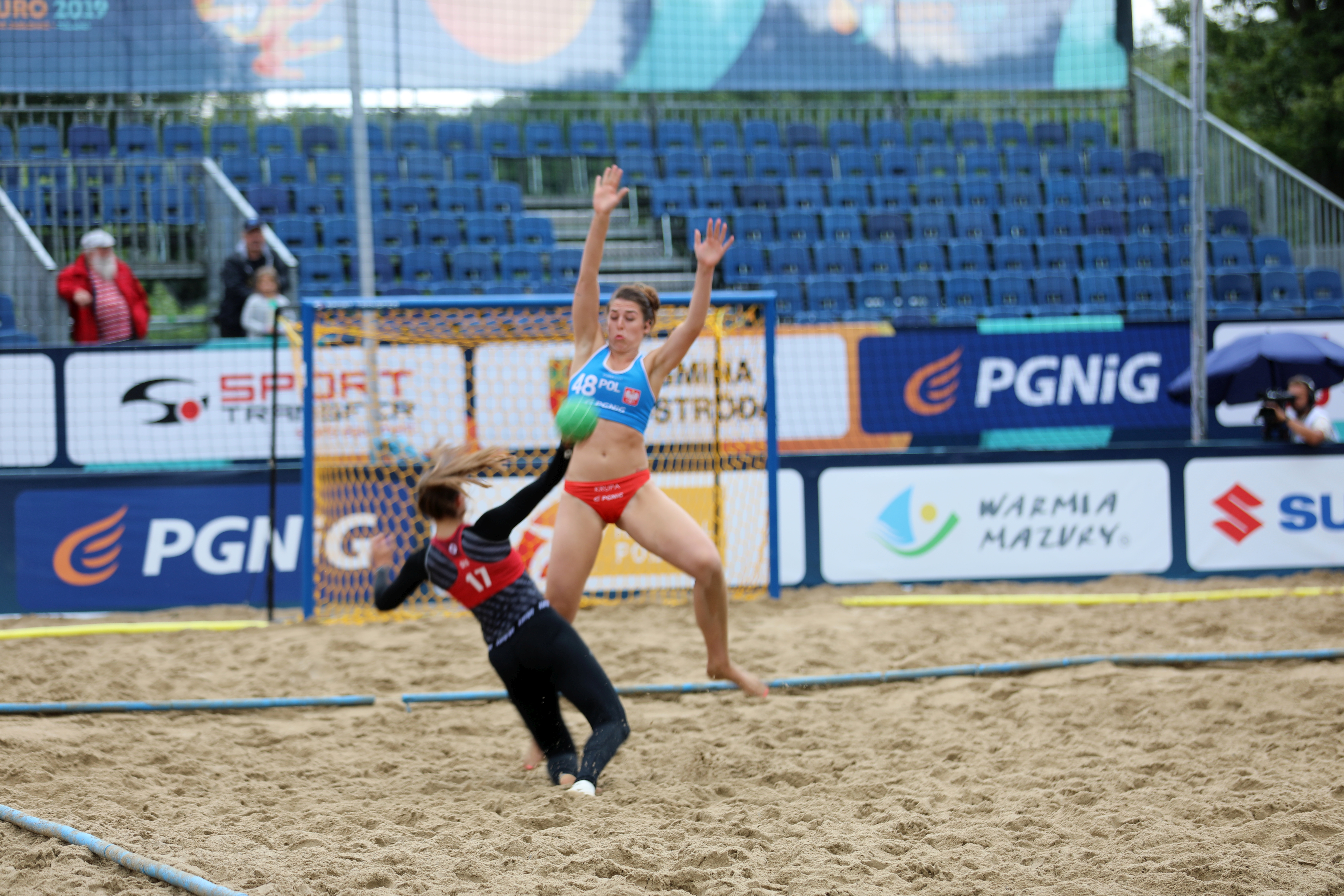
Krupa verteidigt im Shootout im Platzierungsspiel gegen Deutschland gegen Lena Klingler

Auch die Europameisterschaften 2019 waren ein Heimspiel, dieses Mal in Stare Jabłonki. Einmal mehr spielten die Polinnen eine durchwachsene Vorrunde mit zwei Siegen und zwei Niederlagen. Von den drei weiteren Spielen in der Hauptrunde gewannen die Polinnen nur das gegen Norwegen, gegen die Niederlande und Kroatien wurde verloren. Damit waren die Polinnen nur für die Platzierungsspiele qualifiziert. Hier schlugen sie zunächst Frankreich, unterlagen dann jedoch Deutschland und der Türkei, jeweils im Shootout. Am Ende waren die Polinnen auf dem 12. Platz von 20 teilnehmenden Mannschaften. Krupa kam in neun der zehn Spiele zum Einsatz. Im Spiel gegen Zypern musste sie aussetzen, da sie im Spiel zuvor gegen Portugal einen der wenigen Platzverweise des Turniers gegen sich hinnehmen musste.

## Einzelbelege
1. ↑  fra2018.ehf-euro.com: Women’s EHF EURO 2018 – Final Tournament in France, abgerufen am 18. Januar 2021
2. ↑  Natalia Krupa Pogoń Szczecin videos, transfer history and stats - SofaScore. Abgerufen am 17. Januar 2021.
3. ↑  ESV gelingt Transfercoup. In: ESV 1927 Regensburg - Handball. 8. September 2020, abgerufen am 17. Januar 2021 (deutsch).
4. ↑  SPL1: DHB Rotweiss Thun bekommt Verstärkung - Handball Schweiz. 16. August 2022, abgerufen am 19. November 2022.
5. ↑  handball-world.news: Spreefüxxe Berlin zur kommenden Saison mit Wechsel im Tor, abgerufen am 6. Februar 2023
6. ↑  Veröffentlicht von Flames-Presse: Polen bei Kurzlehrgang mit Bensheim-Flügelspielerin. Abgerufen am 17. Januar 2021 (deutsch).
7. ↑  Kadra szczypiornistek na mistrzostwa Europy. In: Dziennik Trybuna. 2. November 2018, abgerufen am 17. Januar 2021 (polnisch).
8. ↑  European Handball Federation - 2015 Women's ECh Beach Handball / Final Tournament. Abgerufen am 17. November 2020 (englisch).
9. ↑  European Handball Federation - 2017 Women's ECh Beach Handball / Final Tournament. Abgerufen am 17. November 2020 (englisch).
10. ↑  European Handball Federation - 2019 Women's ECh Beach Handball / Final Tournament. Abgerufen am 18. November 2020 (englisch).

| Personendaten    | Personendaten                                  |
| ---------------- | ---------------------------------------------- |
| NAME             | Krupa, Natalia                                 |
| KURZBESCHREIBUNG | polnische Handball- und Beachhandballspielerin |
| GEBURTSDATUM     | 16. Januar 1997                                |
| GEBURTSORT       | Zabrze                                         |